# Hamtic
Hamtic è una municipalità di quarta classe delle Filippine, situata nella Provincia di Antique, nella Regione del Visayas Occidentale.
Hamtic è formata da 47 baranggay:
- Apdo
- Asluman
- Banawon
- Bia-an
- Bongbongan I-II
- Bongbongan III
- Botbot
- Budbudan
- Buhang
- Calacja I
- Calacja II
- Calala
- Cantulan
- Caridad
- Caromangay
- Casalngan

- Dangcalan
- Del Pilar
- Fabrica
- Funda
- General Fullon (Tina)
- Gov. Evelio B. Javier (Lanag)
- Guintas
- Igbical
- Igbucagay
- Inabasan
- Ingwan-Batangan
- La Paz
- Linaban
- Malandog
- Mapatag

- Masanag
- Nalihawan
- Pamandayan (Botbot)
- Pasu-Jungao
- Piape I
- Piape II
- Piape III
- Pili 1, 2, 3
- Poblacion 1
- Poblacion 2
- Poblacion 3
- Poblacion 4
- Poblacion 5
- Pu-ao
- Suloc
- Villavert-Jimenez